# Jarczów-Kolonia Druga
Jarczów-Kolonia Druga [pronunciación en polaco: /ˈjart͡ʂuf kɔlɔɲa ˈdruɡa/] es un pueblo ubicado en el distrito administrativo de Gmina Jarczów, dentro del condado de Tomaszów Lubelski, voivodato de Lublin, en el este de Polonia. Se encuentra a unos 3 kilómetros al oeste de Jarczów, a 12 kilómetros al sureste de Tomaszów Lubelski, y a 117 kilómetros al sureste de la capital regional Lublin.